# Historia LGBT en Paraguay
La historia LGBT en Paraguay tiene sus inicios en la época precolombina, con pueblos indígenas que toleraban las relaciones homosexuales; sin embargo, con la llegada de la colonización española y la imposición de valores y moralidades cristianas, la diversidad sexual fue perseguida y castigada.

## Época colonial e independiente
En el siglo XVII surge la leyenda sobre la creación del Lago Ypacaraí, que señala dicho evento como un castigo hacia los pueblos de indígenas que habitaban el sector y que practicaban la sodomía.
El 21 de julio de 1880 fue promulgado el primer Código Penal de Paraguay, el cual consistía en una adaptación del Código Penal de la Provincia de Buenos Aires, que estaba vigente en dicha región argentina desde 1877. En el artículo 256 de dicho texto legal se castiga a los reos por el delito de sodomía bajo las mismas penas que los delitos de violación.
Treinta años más tarde, el 21 de febrero de 1910, fue promulgado un nuevo Código Penal, que continuaba penalizando la sodomía mediante su artículo 325, y que nuevamente equiparaba las penas por dicho delito a las condenas por violación.

## Dictadura de Stroessner (1954-1989)
La dictadura militar encabezada por Alfredo Stroessner fue especialmente represiva hacia la diversidad sexual. La falta de aceptación, tanto legal como social de la homosexualidad, forzaba a los gays a vivir en la clandestinidad; la vida social se restringía a grupos reducidos de amigos y a ciertas reuniones sociales de forma oculta o disfrazada. La dificultad de organizarse, el desconocimiento de los derechos y la imposibilidad de ejercerlos, hacían mucho más agravante la situación. Existían muy pocas posibilidades de construir una relación estable. La fuerte represión social obligaba a los hombres gays a tener encuentros furtivos, donde el anonimato era la tarjeta de presentación por el temor de ser delatado como homosexual, y así sufrir la represión de la dictadura.
Las primeras personas trans conocidas públicamente en Asunción fueron probablemente las travestis que tomaron como su espacio la Escalinata de Antequera y Castro, lugar donde, sin la posibilidad de ser aceptadas por sus familiares, la falta de empleo las obligaba a instalarse allí para el comercio sexual como única salida laboral posible. En ese lugar, en varias ocasiones fueron detenidas y trasladadas al Departamento de Investigaciones, dependencia policial en la que sufrían tratos denigrantes.
En los últimos tiempos de la dictadura existieron lugares destinados a la recreación nocturna en la que muchos de sus asistentes eran considerados homosexuales. Estos sitios eran conocidos por las autoridades, ya que con el sistema de inteligencia era imposible la realización de actividad alguna sin que esta llegase a su conocimiento. En los momentos de crisis, la policía irrumpía en estos encuentros para realizar violentas redadas y apresamientos arbitrarios.
Las muertes de Bernardo Aranda en 1959 y Mario Luis Palmieri en 1982 fueron dos de los casos de persecución y represión a homosexuales más emblemáticos de la dictadura de Stroessner. Ambos casos, caracterizados por la detención arbitraria de un gran número de hombres respecto a quienes las autoridades suponían eran homosexuales, dando origen a la persecución a los «amorales», como les llamaba la prensa escrita, bajo el pretexto de estar involucrados en ambos crímenes. En los Archivos del Terror se encuentra una nota fechada el 23 de enero de 1985 en la cual el Departamento de Inteligencia del Estado Mayor General informa al Jefe de Policía, el general Francisco Alcides Brítez Borges, la aplicación de un nuevo formulario para identificar a las personas potencialmente peligrosas para la seguridad nacional, y en el cual se incluían parámetros para identificar personas homosexuales, calificados como «degenerados».
Entre las razones que se han señalado como las posibles causas del golpe de Estado de febrero de 1989 está la negativa de una parte del Ejército, encabezada por el futuro presidente Andrés Rodríguez Pedotti, de aceptar como sucesor de Alfredo Stroessner a su hijo, Gustavo, de quien se señalaba que era homosexual y era conocido de manera peyorativa como «La Coronela».

### Caso 108
El caso 108 comenzó el martes 1 de septiembre de 1959, cuando fue encontrado —aparentemente quemado— en la pieza que habitaba, el conocido locutor de radio Comuneros, Bernardo Aranda, de 25 años de edad. Como las autoridades sospechaban que Aranda era homosexual, se imputó arbitrariamente que los autores del crimen también lo eran y, por lo tanto, cualquier homosexual podría estar involucrado. Las circunstancias de su muerte dieron inicio a una ardua investigación judicial, médica, y policial por parte de las autoridades de la dictadura. La prensa de la época inició un seguimiento constante desde el mismo día del trágico acontecimiento, tomando rápidamente notoriedad en la sociedad debido a la tesis del origen pasional del asesinato. Los prejuicios se apoderaron de la opinión pública, que asoció inmediatamente la homosexualidad con el crimen.
Desde el 2 de septiembre y en los días siguientes, la policía realizó varias redadas en las que se detuvo arbitrariamente a muchas personas para averiguaciones, siendo la mayoría hombres que se suponía eran homosexuales. Por otro lado, las declaraciones oficiales publicadas en los medios el 3 de septiembre señalaban que: «Hasta ahora no se ha practicado ninguna detención preventiva. Recién sucederá cuando se aclare la causa de la muerte del locutor». Las actuaciones policiales no se daban a conocer, al contrario de lo que era costumbre en la época. La discreción de la policía respondía a no alertar a los otros supuestos homosexuales, para evitar que estos escaparan hacia otro destino.
El miércoles 9 sale a la luz pública por primera vez que las personas detenidas «son de dudosa conducta moral»; estas son, al entender de la época, personas homosexuales. El sábado 12 de septiembre, a raíz de las detenciones realizadas durante esa madrugada, aparece una publicación en el diario El País con el titular: «108 personas de dudosa conducta moral están siendo interrogadas». Tras conocerse los resultados de la autopsia, donde se certifica que el deceso de Aranda se produjo a causa de «asfixia por sofocación debido a los gases en combustión», la cantidad de hipótesis sobre su muerte aumentó notablemente, siendo la prensa la que se refería constantemente a la «logia de amorales», como culpable del crimen.
El 30 de septiembre, una carta anónima es publicada en el diario El País, titulada por el medio escrito como «La carta de un amoral», donde se defiende por primera vez los derechos de los homosexuales en el país.

## Período democrático (1989-presente)
Las relaciones sexuales entre personas del mismo sexo fueron despenalizadas en Paraguay el 17 de diciembre de 1990, cuando fue promulgada la Ley 104/90, que modificaba la redacción del artículo 325, eliminando todas las referencias a la sodomía y a personas homosexuales. Poco más de un año y medio después, el 20 de junio de 1992 entró en vigencia la nueva Constitución de Paraguay, la cual limita el matrimonio, las uniones de hecho y la familia a "un hombre y una mujer".
El 16 de septiembre de 1993 se realizó la primera manifestación LGBT del país, cuando un grupo de lesbianas recluidas en la cárcel de mujeres Buen Pastor en Asunción denunció discriminación y reclamaban el derecho a las visitas íntimas con sus parejas. El grupo estuvo liderado por la reclusa Feliciana «Chana» Coronel y fue la primera vez que la prensa local se refirió a mujeres lesbianas de forma no discriminatoria. Debido a la importancia histórica del hecho, la comunidad LGBT del país conmemora cada año el 16 de septiembre como el Día de la Visibilidad Lésbica.
El año 1996 marca el nacimiento de la primera organización LGBT paraguaya: la Comunidad Homosexual del Paraguay (CHOPA), siendo uno de sus fundadores Miguel Ángel Auad Domínguez, más conocido como «Petunia»; obtuvo la personería jurídica en julio de dicho año. Posteriormente, en 1999 surge el Grupo de Acción Gay-Lésbico (GAG-L).
En 1997, es promulgado un nuevo Código Penal el cual mediante su artículo 138 establece una diferenciación en la edad de consentimiento entre heterosexuales y homosexuales fijando la segunda en 16 años mientras que primera es de 14 años (Artículo 135) once años después en 2008 el artículo fue modificado fijando en 17 años la edad de consentimiento para actos homosexuales mientras que para heterosexuales se mantiene en 14 el artículo dispone lo siguiente "el que siendo mayor de edad realizara actos sexuales con una persona del mismo sexo, de 14 a 16 años, será castigado con pena privativa de libertad de hasta 2 años o con multa" este tipo penal es discriminatorio pues es un tipo agravado de estupro (artículo 137) pues el estupro heterosexual solo se castiga con multa y exige persuasión cosa que no ocurre con el caso homosexual.
La llegada del siglo XXI trajo consigo la aparición de nuevas agrupaciones LGBT en Paraguay, así como el surgimiento de nuevos espacios de expresión. En febrero de 2003 fue creada la agrupación Aireana, primera organización del país enfocada exclusivamente para lesbianas, y que obtuvo su personería jurídica el 24 de agosto de 2005; ese mismo año la agrupación organiza la primera edición del Festival Internacional de Cine LesBiGayTrans de Asunción. El 24 de junio de 2004 se llevó a cabo la primera Marcha del Orgullo por los Derechos LGBTI en Asunción, trasladándose la fecha al 30 de septiembre desde 2011.
La década de 2010 trajo avances para la comunidad transgénero: en octubre de 2016 el Ministerio de Salud Pública y Bienestar Social aprobó la Resolución 695, la cual establece que todas las personas transgénero pueden utilizar su nombre social en los registros médicos, historiales clínicos y formularios. También se establece que los funcionarios que trabajan en las Redes Integradas e Integrales de Servicios de Salud (RIISS), deben proporcionar asistencia y tratar obligatoriamente a los pacientes transgénero con el nombre social con el que se identifican. En mayo de 2017 se autorizó el cambio de nombre solicitado por la activista de la Asociación Panambi, Yren Rotela Ramírez, siendo el primer caso del país por el cual se ordena el cambio de nombre de una persona transgénero; sin embargo, la Fiscalía en lo Civil y Comercial apeló el fallo y la acción debe ser resuelta por un Tribunal de Apelación en lo Civil y Comercial.